# Младият върколак
„Младият върколак“ (на английски: Teen Wolf) е американски сериал, който се излъчва по MTV.
Първият епизод е излъчен на 5 юни 2011 г. след филмовите награди на BBC и bTV Action. Вторият сезон започва на 3 юни 2012 г., отново след филмовите награди на MTV. На 12 юли 2012 г., бе съобщено, че сериалът ще бъде подновен за трети сезон от 24 епизода. Сериалът е подновен за четвърти сезон. Той започва на 23 юни 2014 г. с 12 епизода. По време на Comic-Con 2014 става ясно, че сериалът продължава с 5-и сезон, състоящ се от 20 епизода и потвърдено от Джеф Дейвис, че ще има 6-и сезон. На 21 юли 2016 г. актьорският състав обявява, по време на Comic Con 2016, че сезон 6 ще е финалът на сериала и ще има 20 епизода. Сезон 6 ще започне да се излъчва на 16 ноември 2016-премиерата е за България. През 2016 година на наградите „Изборът на тийнейджърите“ сериалът получава три награди: най-добър летен сериал, най-добра лятна актриса (за Шели Хениг) и най-добър летен актьор (за Дилън О'Брайън).

## Сюжет
Сериалът проследява премеждията в животът на Скот МакКол (Тайлър Поузи), млад гимназиален ученик и аутсайдър, играч на лакрос за гимназията „Бийкън Хилс“и неговият най-добър приятел Стайлс Стилински(Дилън О'Брайън). Животът му се преобръща, след като е ухапан от върколак и той самият  става такъв. Скот се опитва да води нормален живот, пазейки в тайна факта, че е върколак от всички, освен своя най-добър приятел „Стайлс“ Стилински (Дилън О'Брайън), който му помага по време на промените на тялото и живота му, приятелката му, Алисън – дъщеря на група ловци на върколаци, и от другия мистериозен върколак – Дерек Хейл (Тайлър Хеклин). С тях той успява да балансира новата си същност с опасностите, които ще изпълнят живота му.

## Герои
- Тайлър Поузи – Скот МакКол, главен герой в сериала, върколак. Син на Мелиса МакКол. Най-добър приятел на Стайлс Стилински. Работи като асистент на Доктор Дийтън.
- Дилън О'Брайън – Стайлс Стилински, син на шериф Ноа и Клаудия Стилински. Най-добър приятел на Скот МакКол.
- Тайлър Хеклин – Дерек Хейл, върколак. Син на Талия Хейл, брат на Кора и Лора, племенник на Питър Хейл. Братовчед на Малѝя Тейт(Хейл)
- Холанд Родън – Лидия Мартин, банши, най-добра приятелка с Алисън, гадже със Стайлс в края на 6Б.
- Мелиса Понзио – Мелиса МакКол, медицинска сестра, майка на Скот.
- Линдън Ашби – Ноа Стилински, шериф на полицейското управление в Бийкън Хилс, баща на Стайлс.
- Джей Ар Борн – Крис Арджънт, ловец на върколаци, баща на Алисън.
- Раян Кели – Джордан Париш, заместник шериф, адска хрътка.
- Арден Чо – Кира Юкимура, китсуне, бивша приятелка на Скот, в края на 5 сезон отива при Скинуолкърите (Skinwalkers).
- Шели Хениг – Малия Тейт/Хейл, Въркокойот, дъщеря на Питър Хейл, бивша приятелка на Стайлс, в 6Б е приятелка на Скот.
- Дилън Спрейбери – Лиам Дънбар, бета създадена от Скот (върколак). Най-добър приятел на Мейсън.

### Второстепенни герои
- Коди Крисчън – Тео Рейкън, химера, злодей, помага на докторите на ужаса, на края на 5 сезон Кира го изпраща под земята, а в 6А Лиам го връща.
- Колтън Хейнс – Джаксън Уитмор, капитан на отбора по лакрос, канима, който след това се превръща във върколак и заминава за Лондон.
- Кристал Рийд – Алисън Арджънт, ловец от рода „Арджънт“, дъщеря на Крис и Виктория Арджънт. Умира в края на 3 сезон.
- Даниел Шърман – Айзък Лейхи, върколак, бета, тръгва си в края на 3 сезон, след смъртта на Алисън.
- Иън Боуън – Питър Хейл, главен персонаж в сезон 1, вуйчо на Дерек и баща на Малия, превръща Скот във върколак.
- Джил Уогнър – Катрин „Кейт“ Арджънт, бивш ловец на върколаци, въркоягуар, сестра на Крис.
- Чарли и Макс Карвър – Итън и Ейдън, близнаци, върколаци. Ейдън умира накрая на трети сезон, а Итън си тръгва.
- Киау Кауануи – Дани Махелани, ученик в гимназията, бивш приятел на Итън, тръгва си на края на 3 сезон.
- Сет Гилиъм – Д-р Алън Дийтън, ветеринар, друид.
- Гейдж Голайтли – Ерика Рейес, бивша ученичка в гимназията, част от глутницата на Дерек. Умира.
- Синка Уолс – Върнън Бойд, бивш ученик на гимназията, също част от глутницата на Дерек. Умира.
- Хейли Уеб – Дженифър Блейк/Джулия Бекари, дарак. Умира.
- Меган Танди – Брейдън, наемен убиец. Приятелка на Дерек.
- Майкъл Хоган – Джерард Арджънт, ловец на върколаци, баща на Крис и Кейт и дядо на Алисън. В 6Б се опитва да избие всички свръхестествени същества.
- Виктория Моролес – Хейдън Ромеро, химера от глутницата на Тео. Приятелка на Лиам.
- Мая Ешет – Мередит Уолкър (банши).
- Мошико Юкимура – майка на Кира.
- Кен Юкимура – като баща на Кира и учител по история в Бийкън Хилс.

## Продуциране и развитие
През юни 2009 г. MTV съобщават, че ще направят адаптация на „Teen Wolf“ в телевизионен сериал „с по-голямо наблягане на романтиката, ужасите и митологията“. Това е втората адаптация на този филм. Анимационна версия на този филм е излъчен по CBS през 1986 – 87. „Тийнейджър върколак“ на MTV представя филма на Майкъл Джей Фокс в по-мрачен и по-изострен вариант, продуциран от Джеф Дейвис.
През декември 2010 г., са съобщени актьорите, които ще участват в сериала, като главните герои са, Тайлър Поузи, Кристал Рийд, Дилън О'Брайън, Тайлър Хеклин, Холанд Родън, Колтън Хейнс. Поузи играе главния герой Скот МакКол, гимназиален ученик, който е ухапан от върколак, Рийд играе Алисън Арджънт, красиво ново момиче в училище, което веднага се привързва към Скот, Хоклин играе Дерек Хейл, красиво местно момче, което всъщност е хищен върколак, О'Брайън играе Стайлс, най-добрия приятел на Скот и забавният герой в сериала, Холънд играе Лидия Мартин, известната и властна приятелка на Джаксън Уитмор, и Хейнс играе Джаксън Уитмор, съотборник в отбора по лакрос на Скот и негов съперник.
Заснемането на 12 епизода, започва през октомври 2010 г. в Атланта, Джорджия. MTV пуска кадрите от първите 8 минути на пилотния епизод на сериала на сайта си на 31 май 2011 година. Музиката е композирана от музикалния композитор Дино Менехин. По време на Comic-Con 2012 героите на сериала, съобщават, че новият трети сезон ще бъде двойно по-голям, с 24 епизода.

## Сезони и рейтинг в САЩ
| Сезони  |          | Епизоди | Начало и край      | Начало и край        | Рейтинг/ Гледания (милиони) |
| Сезони  | Премиера | Епизоди | Финал              |                      | Рейтинг/ Гледания (милиони) |
| ------- | -------- | ------- | ------------------ | -------------------- | --------------------------- |
| Сезон 1 |          | 12      | 5 юни 2011 г.      | 15 август 2011 г.    | 1.73                        |
| Сезон 2 |          | 12      | 3 юни 2012 г.      | 13 август 2012 г.    | 1.69                        |
| Сезон 3 | 24       | 12      | 3 юни 2013 г.      | 19 август 2013 г.    | 1.97                        |
| Сезон 3 | 24       | 12      | 6 януари 2014 г.   | 24 март 2014 г.      | 1.97                        |
| Сезон 4 |          | 12      | 23 юни 2014 г.     | 8 септември 2014 г.  | 1.61                        |
| Сезон 5 | 20       | 10      | 29 юни 2015 г.     | 24 август 2015 г.    | 1.05                        |
| Сезон 5 | 20       | 10      | 5 януари 2016 г.   | 8 март 2016 г.       | 1.05                        |
| Сезон 6 | 20       | 10      | 15 ноември 2016 г. | 31 януари 2017 г.    |                             |
| Сезон 6 | 20       | 10      | 30 юли 2017 г.     | 24 септември 2017 г. |                             |

## Комикс
През септември 2011 г. от Имидж Комикс е пуснат комикс, базиран на сериала.

## „Младият върколак“ в България
В България сериалът се излъчва по AXN със субтитри на български, а заглавието е преведено като „Тийн вълк“.
На 28 юни 2015 г. започва по БНТ HD, преведен като „Младият върколак“, с разписание от понеделник до четвъртък от 22:00 с повторение на следващия ден от 18:00. Ролите се озвучават от артистите Елена Русалиева, Татяна Захова, Александър Митрев от първи до трети сезон, Георги Георгиев – Гого от четвърти сезон до трети епизод на пети, Илиян Пенев от четвърти епизод на пети сезон до шести, Росен Русев, Стоян Цветков от първи сезон до трети епизод на пети и Николай Николов от четвърти епизод на пети сезон до шести.